# Biohygiéniste
 (août 2010).
Si vous disposez d'ouvrages ou d'articles de référence ou si vous connaissez des sites web de qualité traitant du thème abordé ici, merci de compléter l'article en donnant les références utiles à sa vérifiabilité et en les liant à la section « Notes et références ».
 (mars 2022).
Un biohygiéniste ou bio-hygiéniste  est un professionnel de santé capable d'analyser une situation et d’émettre des recommandations permettant la prévention des infections nosocomiales et la maîtrise des biocontaminations.

## Historique et formation
Le métier de bio-hygiéniste a été créée en 1990 à la suite de la formation spécialisée d'hygiéniste dispensée par l'École nationale de chimie physique et biologie de Paris (ENCPB) délivrant le certificat d'hygiène hospitalière (diplôme national de niveau II).
En 2007, dans le cadre de réforme “licence-master-doctorat” et d'une collaboration entre l'ENCPB et l'Université Pierre Marie Curie (UPMC / Paris 6), la formation a été transformée en licence professionnelle biohygiène à l'UPMC.
Seuls les titulaires du certificat d'hygiène hospitalière de l'ENCPB ou de la licence professionnelle Biohygiène de l'UPMC peuvent être qualifiés biohygiénistes.

## Le métier
Le bio-hygiéniste opère le plus souvent dans le milieu hospitalier au sein d'une équipe opérationnelle d'hygiène (EOH).
Le métier de bio-hygiéniste est défini par des fonctions générales de conseil et d'expertise en hygiène. Ces deux fonctions diffèrent selon la taille du centre hospitalier et la taille de l'équipe d'hygiène (EOH).
Ses missions sont très variées :
- organiser, réaliser des prélèvements microbiologiques de l'environnement et interpréter leurs résultats ;
- organiser et réaliser des audits / enquêtes épidémiologiques et restituer leurs résultats ;
- rédiger des protocoles ;
- impliquer dans le processus d'assurance-qualité.

Ce professionnel est titulaire d'un Certificat d'hygiène hospitalière (diplôme de biohygiéniste) ou la licence professionnelle Biohygiène décernée par l'ENCPB et l'Université Pierre-et-Marie-Curie de Paris en collaboration avec la Chambre de commerce et d'industrie (Versailles/Val-d'Oise/Yvelines).

### Contrôles microbiologiques de l'environnement
Pour une grande partie des biohygiénistes les contrôles de l'environnement est un rôle majeur de leur fonction.
Le biohygiéniste doit mettre en place et réaliser les contrôles microbiologiques selon la réglementation en vigueur ou les recommandations officielles. Parmi ces contrôles on peut lister :
- les contrôles de mesure d'aéro-biocontamination (flore bactérienne, flore fongique dont Aspergillus) ;
- les contrôles particulaires et de cinétique de décontamination d'une pièce à air maîtrisé (selon les moyens de l'établissement) ;
- les contrôles de bio-contamination des surfaces ;
- les contrôles microbiologiques de l'eau (légionelles, eau brute, eau adoucie, eau bactériologiquement maîtrisée, eau d'hémodialyse) ;
- les contrôles de la désinfection en endoscopie (endoscopes, laveurs-désinfecteurs) ;
- contrôle de la pasteurisation du lait et autres contrôles alimentaires.

### Surveillances et audits
Le biohygiéniste possède une formation en épidémiologie et sur l'utilisation d'outils informatique permettant l'analyse des données recueillies. Il participe ou organise des activités d'audits ou de surveillances.

### Conseils et formations
Le biohygiéniste est aussi apte à réaliser des formations en hygiène tout comme les autres membres de son équipe.
En effet grâce à sa formation il est formé à la prise de parole en séances.
On le voit le plus souvent effectuer des formations sur les risques infectieux liés à l'environnement (eau, air, surfaces) mais également sur la présentation de procédures d'entretien de locaux, des déchets, la gestion du risque "légionelles", la gestion du risque aspergillaire, plus rarement sur des techniques de soins.
Il est comme les autres membres de son équipe apte à réaliser des activités de conseil auprès du personnel.
Il participe aux réflexions menées sur la prévention du risque aspergillaire lors de travaux au sein de l'établissement de santé et également à l'émission de recommandations auprès des services de soins.